# رابرت واگنر
رابرت جان واگنر (انگلیسی: Robert John Wagner؛ زاده ۱۰ فوریه ۱۹۳۰) بازیگر آمریکایی است.

## فیلم‌شناسی
- آستین پاورز: مرد بین‌المللی رمز و راز
- آستین پاورز: جاسوسی که مرا تکان داد
- آستین پاورز: در عضو طلایی
- افتخار دیگر ارزشی ندارد
- بازداشتگاه کلدیتز
- جنایت در هالیوود
- تا مغز استخوان مبارزه کن
- چه بر سر دوشنبه آمده؟
- بزرگ‌ترین شیادان عالم
- ال پادرینو

از دیگر نقش‌آفرینی‌های این بازیگر در سریال پلیسی سوئیچ در نقش کارآگاه پیت رایان به همراه ادی آلبرت درنقش کارآگاه مک برایت است.